# Inukai Tomoya
Inukai Tomoya (犬飼 智也 Inukai Tomoya, sinh ngày 12 tháng 5 năm 1993) là một cầu thủ bóng đá người Nhật Bản thi đấu cho Kashima Antlers ở J1 League.

## Thống kê câu lạc bộ
Cập nhật đến ngày 10 tháng 1 năm 2018.
| Thành tích câu lạc bộ | Thành tích câu lạc bộ | Thành tích câu lạc bộ | Giải vô địch | Giải vô địch | Cúp                   | Cúp                   | Cúp Liên đoàn | Cúp Liên đoàn | Châu lục | Châu lục  | Tổng cộng | Tổng cộng |
| Mùa giải              | Câu lạc bộ            | Giải vô địch          | Số trận      | Bàn thắng    | Số trận               | Bàn thắng             | Số trận       | Bàn thắng     | Số trận  | Bàn thắng | Số trận   | Bàn thắng |
| Nhật Bản              | Nhật Bản              | Nhật Bản              | Giải vô địch | Giải vô địch | Cúp Hoàng đế Nhật Bản | Cúp Hoàng đế Nhật Bản | J. League Cup | J. League Cup | AFC      | AFC       | Tổng cộng | Tổng cộng |
| --------------------- | --------------------- | --------------------- | ------------ | ------------ | --------------------- | --------------------- | ------------- | ------------- | -------- | --------- | --------- | --------- |
| 2012                  | Shimizu S-Pulse       | J1 League             | 1            | 0            | 1                     | 0                     | 1             | 0             | -        | -         | 3         | 0         |
| 2013                  | Shimizu S-Pulse       | J1 League             | 0            | 0            | 0                     | 0                     | 2             | 0             | -        | -         | 2         | 0         |
| 2013                  | Matsumoto Yamaga      | J2 League             | 21           | 3            | 2                     | 0                     | -             | -             | -        | -         | 23        | 3         |
| 2014                  | Matsumoto Yamaga      | J2 League             | 42           | 6            | 2                     | 0                     | -             | -             | -        | -         | 44        | 6         |
| 2015                  | Shimizu S-Pulse       | J1 League             | 20           | 0            | 1                     | 0                     | 2             | 0             | -        | -         | 23        | 0         |
| 2016                  | Shimizu S-Pulse       | J2 League             | 26           | 1            | 1                     | 1                     | -             | -             | -        | -         | 27        | 2         |
| 2017                  | Shimizu S-Pulse       | J1 League             | 16           | 0            | 0                     | 0                     | 0             | 0             | -        | -         | 16        | 0         |
| 2018                  | Kashima Antlers       | J1 League             | 0            | 0            | 0                     | 0                     | 0             | 0             | 0        | 0         | 0         | 0         |
| Tổng cộng sự nghiệp   | Tổng cộng sự nghiệp   | Tổng cộng sự nghiệp   | 124          | 10           | 7                     | 1                     | 5             | 0             | 0        | 0         | 136       | 11        |